# 근위주선인장
근위주선인장(近衛柱仙人掌, Stetsonia coryne 스테트소니아 코리네[*])은 근위주선인장속(Stetsonia)에 딸린 선인장 종이다. 아르헨티나와 볼리비아의 사막이 원산지이다. 4.6 ~ 7.6 미터 길이로 자란다. 꽃은 흰색이다.